# Jaritataca
A jaritataca, ou doninha-fedorenta (português europeu) também chamada jaguacacaca, jaguaritaca, jaratacaca, jaratataca, jaritacaca, jeratataca, jeritataca, maratataca, maritacaca, maritafede, maritataca, tacaca, marical ou cangambá (nome científico: Conepatus semistriatus) é um pequeno mamífero carnívoro da família dos mefitídeos (Mephitidae). Pode ser encontrada desde o sul do México até a região centro-sul da América do Sul. No Brasil, ocorre da região Nordeste. É comum nos cerrados, campos, caatinga, matagal de floresta seca e, ocasionalmente, florestas tropicais. A União Internacional para a Conservação da Natureza (UICN) a classificou como espécie pouco preocupante (LC) em 2016. Apesar disso, se sabe que atropelamentos, a fragmentação e perda de habitat, predação por cães, uso de pesticida, comércio de pele e caça para subsistência (como medicamento e alimento) são ameaças à manutenção da espécie.
São animais pequenos, com cerca de 40 centímetros de corpo e 20 de cauda, pesando de 1,6 a 4 quilos. Sua cabeça é arredondada, o focinho é longo e sem pelo, o corpo é compacto e as patas dianteiras são negras e com garras longas. Sua cauda é volumosa e com coloração negra perto da base e branca na porção distal. Tem como arma de defesa a secreção de um líquido de odor bastante desagradável, que é produzido por uma glândula anal. Notívagos, solitários e onívoros, se alimentam principalmente de carcaças, frutos, insetos e outros invertebrados e pequenos vertebrados como anfíbios e serpentes, sendo imunes ao seu veneno. Unem-se ao sexo oposto apenas durante o período de reprodução. A gestação dura cerca de 60 dias, podendo nascer de 4 a 5 filhotes.

## Etimologia
Quase todos os seus nomes populares derivam ou são presumidos como tendo derivado do tupi: jaritataca, jaguacacaca, jeratataca, jeritataca, jaritataca (jarutacáca em 1627), jaguaritaca (jaguoarecaqua ou jaguarecaca em 1587), maritacaca, maritataca, maratataca, tacaca (biarataca em 1584; mariatacaca em 1590; maratacaca em 1594; miarataca em 1610), maritafede (marita(taca) + fede (v. feder)) derivam de *yagwara'taka ou *yarata'kaka, que deve advir de mbiara'taka (ou mbiarata'kaka);  jaratacaca (jarataquaqua em 1618; jaratacaca desde 1696) e jaratataca têm etimologia obscura; cangambá é de origem incerta,  mas pode advir de a'kãga am'bá, "cabeça oca, estonteado".

## Descrição
São animais pequenos, com cerca de 40 centímetros de corpo e 20 de cauda, pesando de 1,6 a 4 quilos. Têm a coloração preta ou marrom-escura, com uma listra branca saindo da cabeça antes de bifurcar no dorso e seguir paralela até a base da cauda. Sua cabeça é arredondada, o focinho é longo e sem pelo, o corpo é compacto e as patas dianteiras são negras e com garras longas. Sua cauda é volumosa e com coloração negra perto da base e branca na porção distal. Tem como arma de defesa a secreção de um líquido de odor bastante desagradável, que é produzido por uma glândula anal.

## Distribuição e habitat
A jaritataca pode ser encontrada desde o sul do México até a região centro-sul da América do Sul. No Brasil, ocorre da região Nordeste. É comum nos cerrados, campos, caatinga, matagal de floresta seca e, ocasionalmente, florestas tropicais como a Mata Atlântica. Apresenta tolerância a ambientes perturbados, além de ser encontrada em áreas agrícolas como canaviais e eucaliptos.

## Comportamento
As jaritatacas são animais notívagos e solitários. Onívoros, se alimentam principalmente de carcaças, frutos, insetos e outros invertebrados e pequenos vertebrados como anfíbios e serpentes, sendo imune ao seu veneno. Unem-se ao sexo oposto apenas durante o período de reprodução. A gestação dura cerca de 60 dias, podendo nascer de 4 a 5 filhotes.

## Conservação
A União Internacional para a Conservação da Natureza (UICN) classificou a jaritataca como espécie pouco preocupante (LC) em 2016. Apesar disso, se sabe que atropelamentos, a fragmentação e perda de habitat, predação por cães, uso de pesticida, comércio de pele e caça para subsistência (como medicamento e alimento) são ameaças à manutenção da espécie.

## Galeria

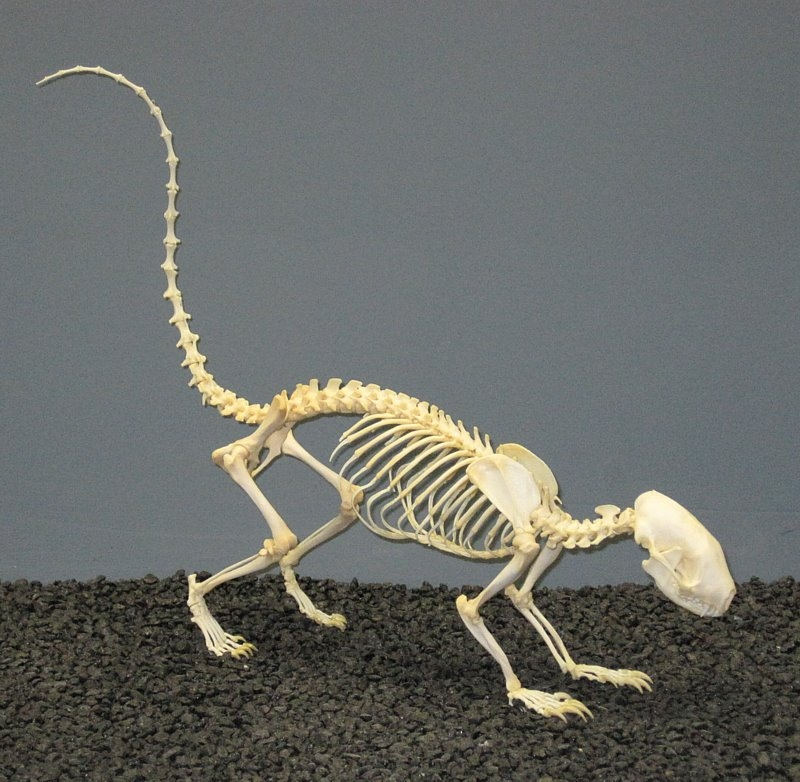
Esqueleto de jaritataca
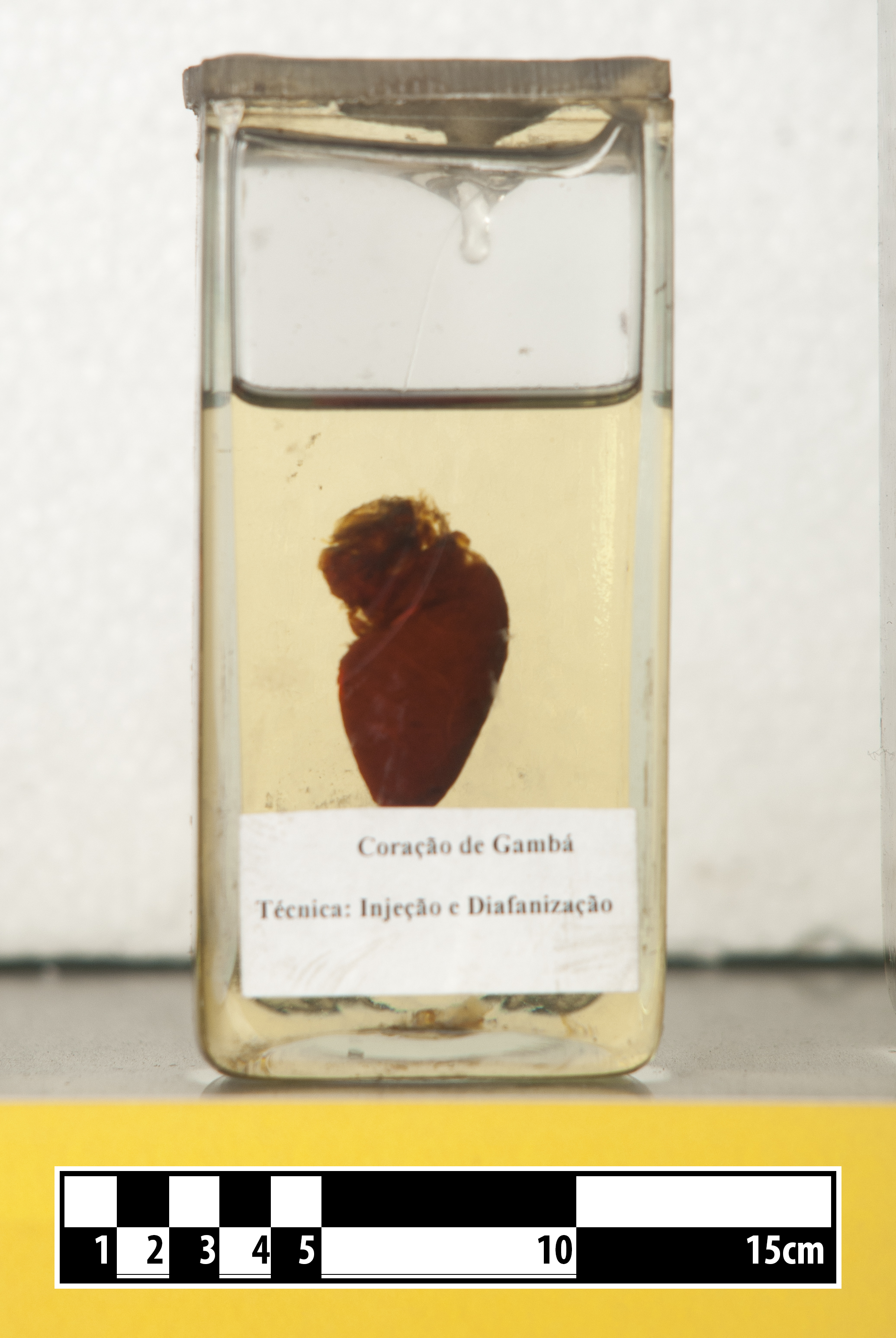
Coração de jaritataca em exposição no MAV/USP
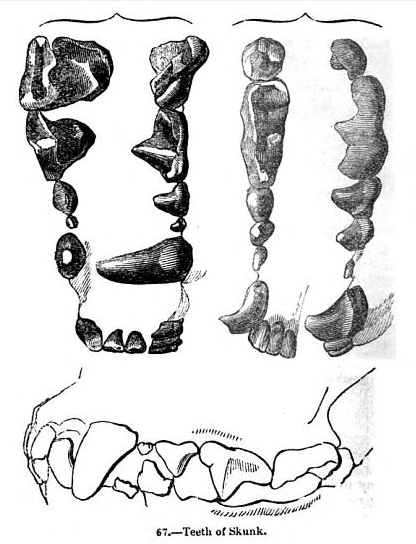
Dentes de uma jaritataca-listrada